# Gen artistic

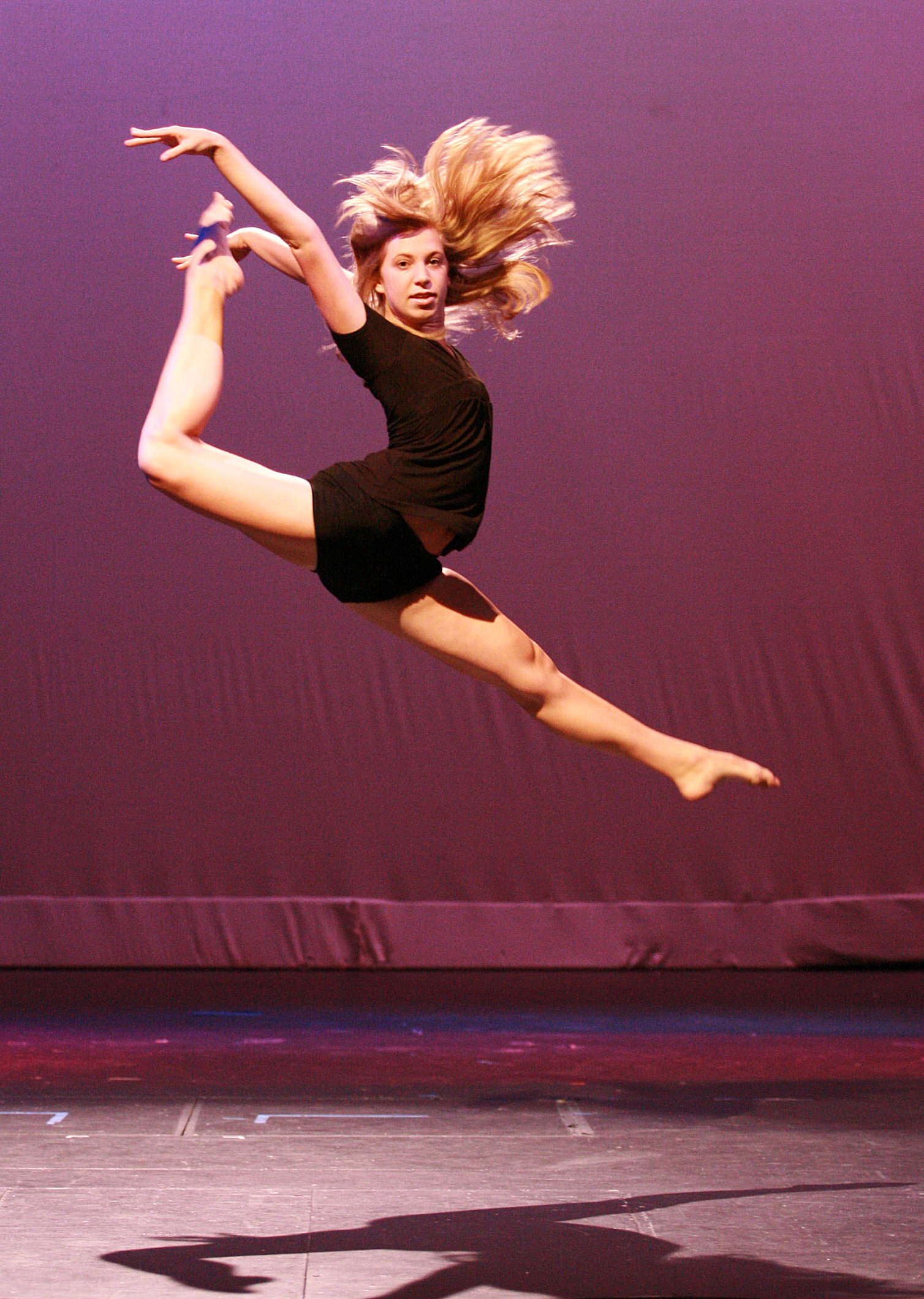
Dans – Dansatoare contemporană

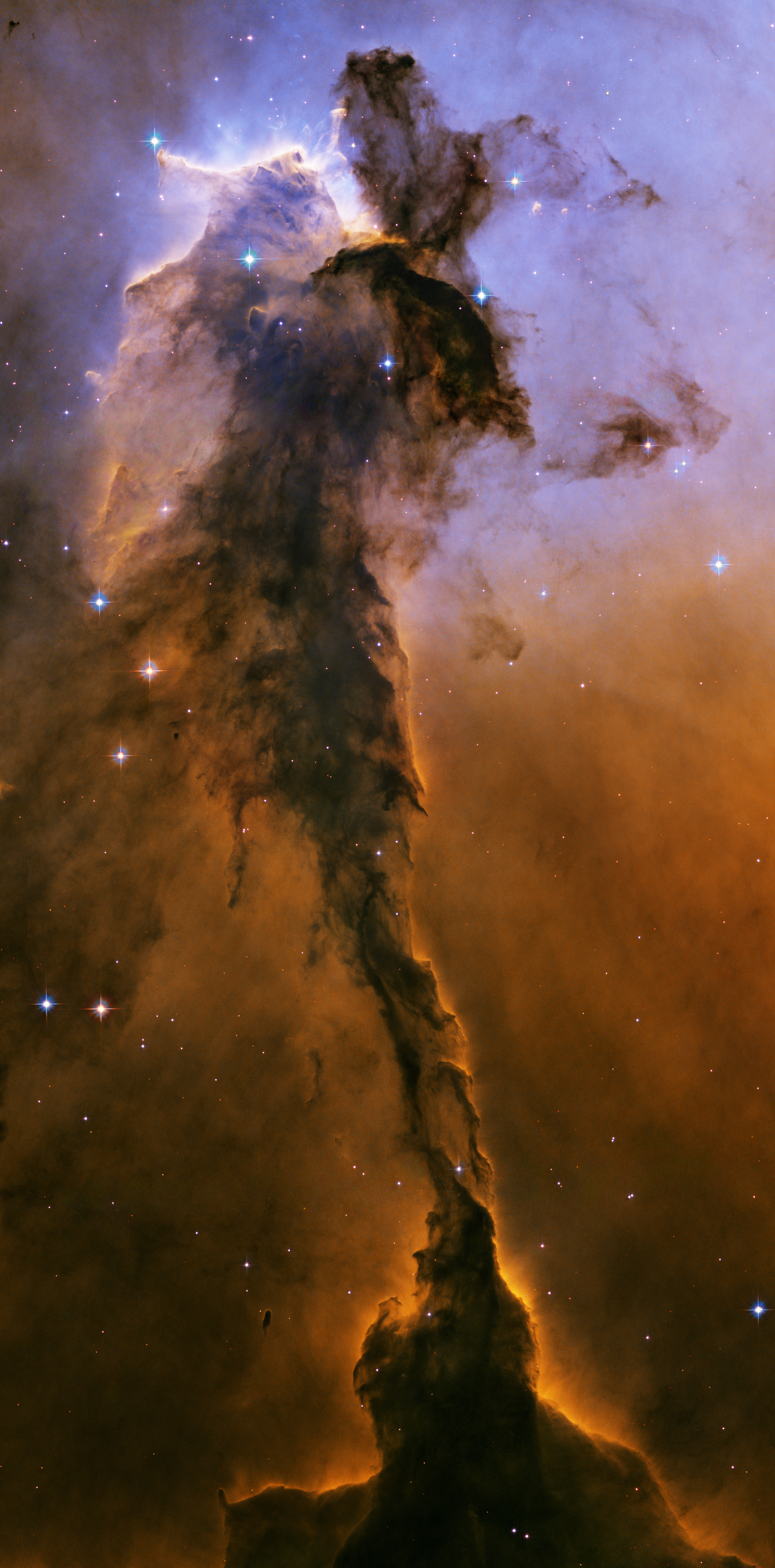
Astrofotografie – «Zâna» din Nebuloasa Vulturului

Prin expresia gen artistic (din franceză genre, fel, sort sau mod) se înțelege orice stil sau formă de comunicare, ce există în orice mod acceptat (scris, vorbit, kinestezic, cântat, digital, artistic, șamd) cu convenții convenite social, dezvoltate de-a lungul timpului.
În uzul cel mai obișnuit, popular, expresia gen artistic descrie în mod normal o categorie de literatură, muzică, arte vizuale, dans sau alte forme de artă sau divertisment, pe baza unui set de criterii stilistice. Adesea, lucrările, de orice factură, se încadrează în mai multe genuri artistice prin împrumutarea, folosirea și recombinarea acestor convenții. 
Textele, lucrările sau piesele de comunicare de sine stătătoare pot avea stiluri individuale, dar genurile artistice sunt amalgamări ale acestor „piese” de bază, construite pe convenții convenite, sugerate sau deduse social.
Unele genuri pot avea reguli rigide, strict respectate, în timp ce altele pot arăta o mare flexibilitate. Utilizarea corectă a unui anumit gen artistic este importantă pentru un transfer de succes al informațiilor.

## Istoric
Discuția critică a genului a început probabil cu un sistem de clasificare pentru literatura din Grecia Antică, așa cum este stabilit în Poetica lui Aristotel. Pentru Aristotel, poezia (ode, epopee și alte genuri), proza și interpretarea scenică aveau fiecare caracteristici specifice care susțineau conținutul adecvat al fiecărui gen. Modelele de vorbire pentru comedie nu erau considerate că ar fi potrivite pentru tragedie, spre exemplu. Astfel, actorii Greciei Antice fuseseră restricționați la a se reține în interpretarea personajelor lor la doar genul lor, clar desemnat, deoarece se presupunea că doar un anumit tip de persoană ar putea spune cel mai bine un anumit tip de poveste.
Conceptul de gen artistic modern, mult extins și diversificat, își are originea în sistemele de clasificare ale genurilor literare create de Platon. Platon a împărțit literatura în cele trei genuri clasice acceptate în Grecia Antică: poezie, dramă și proză. Poezia era împărțită în epopee, lirică și dramă. Diviziunile acestor genuri erau sub-genurile aferente, care sunt recunoscute ca fiind stabilite de Platon și Aristotel, deși ei nu fuseseră singurii care au realizat aceast mod de clasificare. 
Apoi, diverse forme de genuri proliferează și se dezvoltă dincolo de clasificările lui Aristotel – ca răspuns la schimbările de public și creatori. Genul a devenit un instrument dinamic pentru a ajuta publicul să înțeleagă imprevizibilitatea prin expresie artistică. Având în vedere că arta este adesea un răspuns la o stare socială, în care oamenii scriu, pictează, cântă, dansează și produc artă despre ceea ce știu, utilizarea genului ca instrument trebuie să fie capabilă să se adapteze la semnificațiile în schimbare.

## Arte vizuale

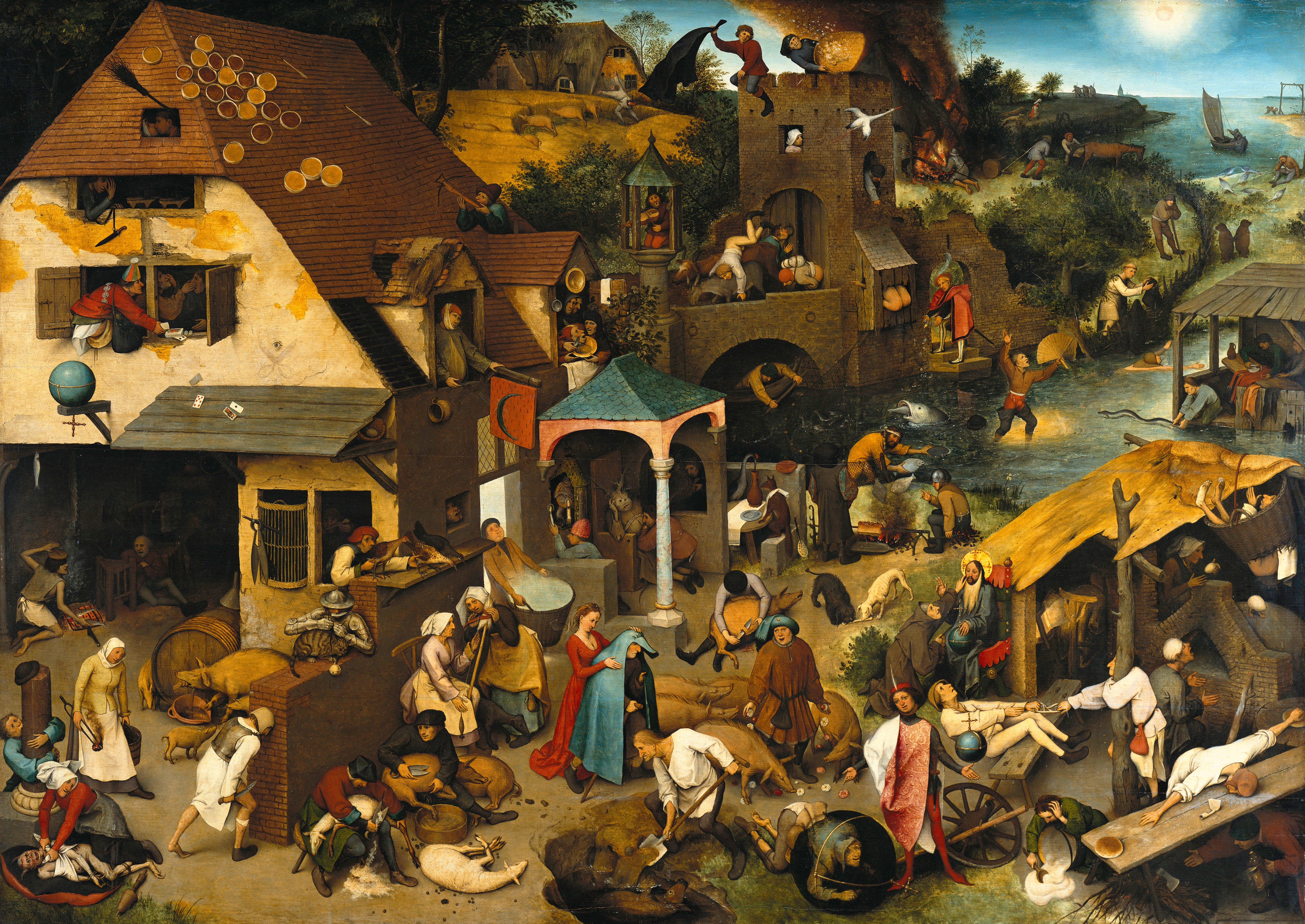
Pictură de gen – Pieter Brueghel (Elder) (1526/1530 – 1569) – Proverbe neerlandeze - 1559

Expresia sau termenul de gen artistic este frecvent folosit în istoria și critica artelor vizuale, dar, în istoria artelor vizuale are semnificații care se suprapun - adesea, destul de confuz. „Pictura de gen” este un termen pentru picturile în care subiectul principal prezintă figuri umane, de care nu se atașează nicio identitate specifică sau – cu alte cuvinte, figurile nu sunt portrete, personaje dintr-o poveste sau personificări alegorice. De obicei, în acest caz, pictura de gen se ocupă de subiecte extrase din „viața de zi cu zi.”

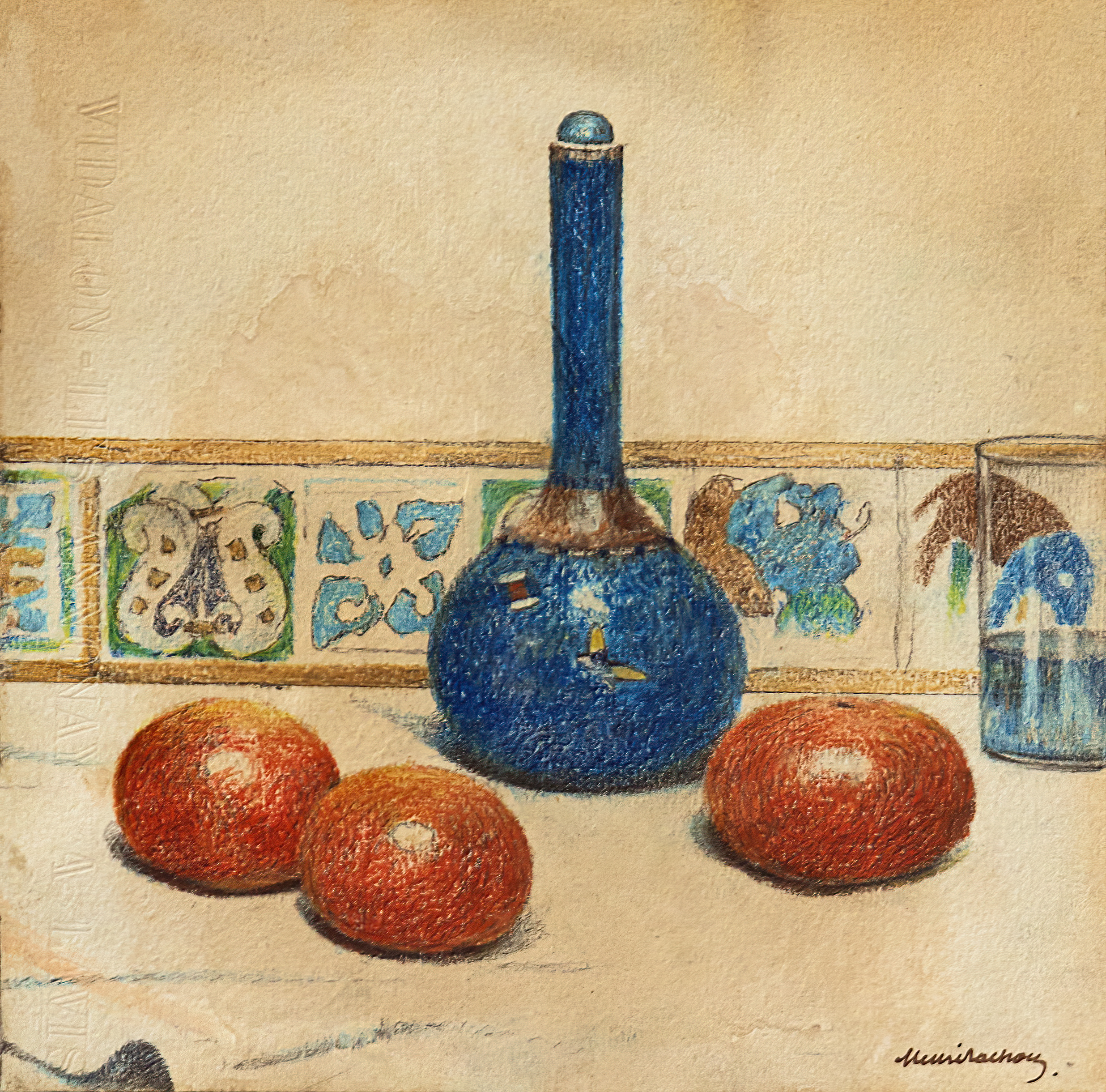
Natură moartă – Henri Rachou – Henri Rachou (1856 – 1944) – Natură moartă cu vas albastru (desen în creion)

În aceste picturi, personajele „centrale” se deosebesc de figurile umane cu rol „periferic," care sunt figuri accidentale, în ceea ce este în primul rând un peisaj, o scenă rurală/urbană sau o pictură arhitecturală. Conotația „gen artistic" este, de asemenea, folosită pentru a se referi la tipuri specializate de tipuri de picturi de artă, așa cum ar fi naturile moarte, peisajele, marinele și picturile cu animale sau, de asemenea, grupuri de opere de artă cu alte caracteristici particulare în ceea ce privește subiectul, stilul sau iconografia.
Conceptul de „ierarhie a genurilor” a fost unul puternic în teoria artistică, în special între secolele al 17-lea și al 18-lea. Acest concept s-a manifestat cel mai puternic în Franța, unde a fost asociat cu Académie royale de peinture et de sculpture (Academia regală de pictură și sculptură), care avusese un rol central în arta academică a timpului.
Acea ierarhie a genurilor, care fusese aplicată în principal picturii, fusese, în ordine ierarhică:
- Pictura istorică, inclusiv subiecte narative, religioase, mitologice și alegorice
- Portretistică
- Pictura de gen sau scene din viața de zi cu zi
- Pictura peisagistică — peisagiștii erau așa-zișii „pedestrașii obișnuiți în Armata Artei” conform teoreticianului olandez Samuel van Hoogstraten
- Pictura marină sau doar marină (plural marine)
- Pictură animalieră
- Natură moartă

Ierarhia prezentată de Académie royale se baza pe o distincție clară între arta care făcea un efort intelectual de a „face vizibilă esența universală a lucrurilor” (imitare, în italiană) și cea care consta doar în „copierea mecanică a aparențelor particulare” (ri-trarre). Astfel, conform acelei ierarhii a genurilor, idealismul a fost privilegiat față de realism, în conformitate cu filosofia neoplatonică renascentistă.

## Dans
Dansul este o formă de artă, de natură kinestetică, cunoscută din cele mai vechi timpuri, constând în secvențe de mișcări ale corpului cu valoare estetică și adesea simbolică, fie improvizate, fie selectate intenționat. Dansul poate fi clasificat și descris prin coregrafia sa, prin repertoriul său de mișcări sau prin perioada istorică sau locul de origine. Dansul este de obicei interpretat cu acompaniament muzical și, uneori, cu dansatorul sau dansatorii folosind simultan unul sau mai multe instrumente muzicale. Există două tipuri majore diferite de dans: dansul teatral și dansul participativ.
Ambele tipuri de dans pot avea funcții speciale, fie sociale, ceremoniale, competitive, erotice, marțiale, sacre sau liturgice. Dansul nu se limitează doar la performanță, deoarece dansul este folosit ca o formă de exercițiu și, ocazional, antrenament pentru alte sporturi și activități. Spectacole de dans și concursuri de dans se pot găsi în întreaga lume, în toate culturile si la toate popoarele, prezentând diferite stiluri și standarde.

## Fotografie

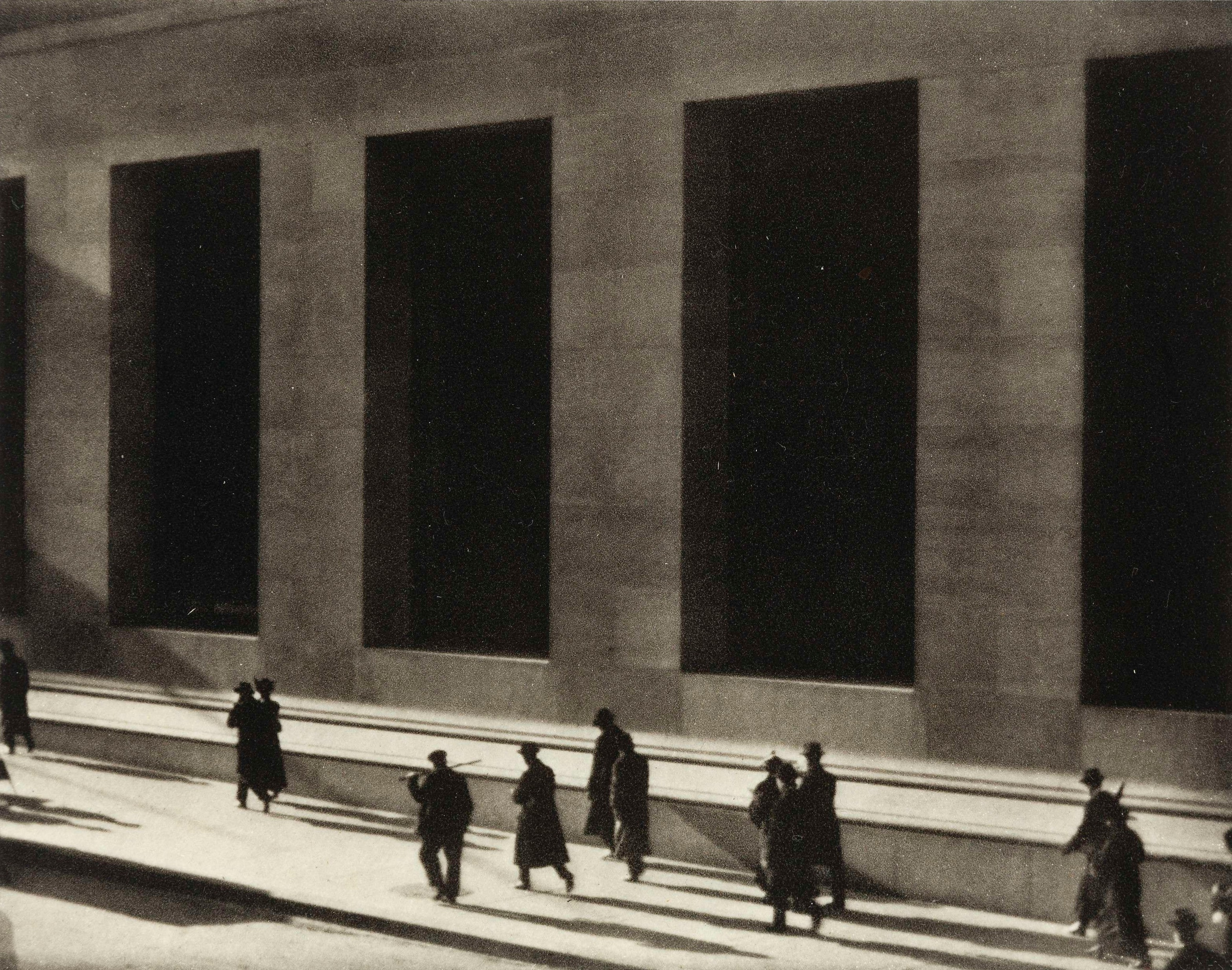
Paul Strand — Emblematica fotografie Wall Street din 1915

În fotografie, datorită funcției sale evidente, fiind puternic vizuală, s-au stabilit, aproape de la sine, genuri care, fără a le elimina pe cele picturale, le-au înlocuit în mare parte din funcțiile lor utilitare. Astfel se pot menționa: portretul fotografic, fotografia de evenimente, așa cum ar fi congrese sau evenimente de familie (nunți, botezuri și împărtășanii), fotografia erotică, fotografia de monumente și obiecte artistice, fotografia de peisaje, natură și faună sălbatică, fotografia subacvatică, fotografia științifică (precum fotografia aeriană, astrofotografia, fotografia Kirlian, microfotografia, fotografia medicală și fotografia criminalistică), fotojurnalismul, fotografia documentară, dar și altele.
În același timp, destul de repede de la realizarea tehnică a primelor fotografii (Nicéphore Niépce, 1821 - 1829), genul fotografic a câștigat rapid prestigiu artistic, imitând inițial caracteristicile formale ale picturii („pictorialism,” „fotografie artistică,” „academism," precum și altele), dar, relativ repede, găsindu-și ulterior propriile sale valori.

## Film
Ca unul dintre cele mai recente genuri de artă, filmul are un loc special în definirea complexului concept de gen artistic. Astfel, genurile de bază ale filmului pot fi privite ca dramă, în lungmetraj și în majoritatea desenelor animate și a  documentarelor. Cele mai dramatice lungmetraje, în special de la Hollywood se încadrează destul de confortabil într-unul dintr-o listă lungă de genuri cinematografice, cum ar fi filmul western, filmul de război, filmul de groază, filmul de comedie romantică, filmul muzical, filmul polițist și multe altele. Multe dintre aceste genuri au un număr aparte de subgenuri, de exemplu prin cadru sau subiect, sau un stil național distinctiv, cum at fi, spre exemplu, în musicalul indian, cunoscut ca Bollywood.

## Lingvistică
În filosofia limbajului, conceptul de gen ocupă un loc proeminent în lucrările filozofului și savantului literar Mihail Bakhtin. Observațiile de bază ale lui Bakhtin erau despre „genurile de vorbire” (ideea de heteroglosie), moduri de vorbire sau de scris pe care oamenii învață să le mimeze, să le împletească și să le manipuleze (cum ar fi „scrisoarea formală” și „lista de cumpărături” sau „pre-lecția universitară” și „anecdotă personală”).
În acest sens, genurile sunt specificate social, fiind recunoscute și definite (deseori informal) de o anumită cultură sau comunitate. Lucrarea lui Georg Lukács atinge, de asemenea, natura genurilor literare, apărând separat, dar aproximativ în același timp (anii 1920 – 1930) precum cea a lui Bakhtin. Norman Fairclough are un concept similar de gen lingvisic, care subliniază contextul social al textului. Pentru Fairclough, „[Genurile sunt] diferite forme de (inter)acționare în discursuri” (Fairclough, 2003 = p. 26).
Ca atare, genul unui text – conform lui Charaudeau și Maingueneau, 2002, p. 278–280 – poate fi determinat de:
1. Funcția lingvistică;
2. Trăsături formale;
3. Organizarea textuală;
4. Relația situației comunicative cu trăsăturile formale și organizaționale ale textului.

## Literatură
Un anumit gen literar este o categorie de compoziție literară. Genurile pot fi determinate de tehnica literară, tonul, conținutul sau chiar lungimea lucrării (precum în cazul ficțiunii). Genul nu trebuie confundat cu categoria de vârstă (căruia i se adresează), după care literatura poate fi clasificată fie pentru adulți, pentru tineri sau pentru copii. De asemenea, nu trebuie confundate cu formatul, cum ar fi romanul grafic sau cartea ilustrată. Distincțiile dintre genuri și categorii sunt flexibile și destul de slab definite, cel mai adesea ca sub-grupuri sau sub-genuri.
Cele mai general acceptate genuri din literatură sunt (în ordine „cronologică liberă”) epopeea, tragedia, comedia, romanul și nuvela. Toate pot fi scrise în genurile proză sau poezie, ceea ce arată cel mai bine cât de „liber” sunt definite genurile. În plus, un gen literar precum satira poate apărea în oricare dintre cele de mai sus, nu numai ca subgen, ci și ca un amestec de genuri. În fine, ele sunt definite de mișcarea culturală generală a perioadei istorice în care au fost compuse. În ficțiunea populară, care este împărțită în special pe genuri, ficțiunea de gen este termenul mai obișnuit.
În literatură, genul a fost cunoscut ca o formă de taxonomie intangibilă. Această taxonomie implică un concept de izolare sau că o idee va fi stabilă pentru totdeauna. Cele mai vechi sisteme de gen înregistrate în istoria occidentală pot fi urmărite până la Platon și Aristotel. În literatură, genul a fost cunoscut ca o taxonomie intangibilă. Această taxonomie implică un concept de izolare sau că o idee va fi stabilă pentru totdeauna. Astfel, cele mai vechi sisteme de gen înregistrate în istoria occidentală pot fi urmărite până la Platon și Aristotel. Poezia lirică, al patrulea și ultimul tip de gen artistic din literatura greacă, a fost exclusă de Platon ca mod non-mimetic.
Aristotel a revizuit mai târziu sistemul lui Platon, eliminând narațiunea pură ca mod viabil și distingând după două criterii suplimentare: obiectul care trebuie imitat, deoarece obiectele pot fi fie superioare, fie inferioare, și mediul de prezentare, cum ar fi cuvintele, gesturile sau versurile. În esență, cele trei categorii de mod, obiect și mediu de dialog, epic (narațiune mixtă superioară), comedie (dialog dramatic inferior) și parodie (narațiune mixtă inferioară).

## Muzică
Prin gen muzical se înțelege, în general, o categorie convențională care identifică piesele muzicale ca aparținând unei tradiții comune sau unui set de convenții. Termenul trebuie distins de noțiunile de formă muzicală și stil muzical, deși, în realitate, acești termeni sunt uneori folosiți interschimbabil. Există numeroase genuri în toate tipurile de muzică, din toate tipurile de culturi, din toate timpurile, așa cum sunt muzica clasică occidentală și muzica populară, precum și teatrul muzical și oricare din genurile muzicale ale culturilor non-occidentale.
În contemporanitate, termenul este probabil folosit în exces pentru a descrie diferențe relativ mici între diverse stiluri muzicale în muzica rock modernă, care pot reflecta, de asemenea, diferențele sociologice din publicul lor. Academicul și teoreticianul muzical Timothy Laurie, de la University of Melbourne, sugerează că, în contextul studiilor de muzică rock și pop, „atracția criticii de gen este că face narațiuni din lumi muzicale care adesea par să le lipsească.”
Genurile muzicale pot fi desigur împărțite, în diferite genuri și subgenuri, în mai multe moduri. Natura artistică a muzicii semnifică că aceste clasificări sunt adesea arbitrare și controversate, iar unele genuri se pot suprapune. Există, în lumea teoriilor muzicale, mai multe abordări academice ale genurilor. În cartea sa Form in Tonal Music - Forma în muzica tonală, (1965 și 1979) teoreticianul muzical Douglass M. Green enumeră astfel: madrigalul, moteta, canzona, ricercar și dansul (renascentist, acompaniat de muzică) ca exemple de genuri din perioada Renașterii.

## Cultura populară și alte medii
Conceptul de gen este adesea aplicat, uneori destul de vag, altor medii care au anumite elemente artistice, cum ar fi genul cunoscut ca joc video. Genul și numeroasele subgenuri minuțios împărțite afectează cultura populară în mod semnificativ, nu în ultimul rând pentru că sunt folosite pentru a o clasifica în scopuri publicitare. Producția foarte mare a culturii populare - în era mass-mediei electronice -  încurajează împărțirea produselor culturale pe genuri pentru a simplifica căutarea de produse de către consumatori, o tendință pe care internetul nu a făcut decât să o intensifice.

## Audiențe
Deși genurile nu sunt întotdeauna definibile cu precizie, granițele acestora fiind adesea fluide, considerațiile legate de conceptul de gen artistic sunt priintre cei mai importanți factori în determinarea a ceea ce o persoană va vedea, va auzi sau va citi. Proprietățile de clasificare ale genului pot atrage sau respinge potențialii utilizatori în funcție de înțelegerea individului a unui gen. Genul creează o așteptare în sensul că așteptarea este îndeplinită sau nu. Multe genuri au audiențe încorporate și publicații corespunzătoare care le susțin, cum ar fi reviste și site-uri web.
Desigur, lucrurile pot evolua și invers, publicul poate cere schimbarea într-un gen antecedent și poate crea un gen complet nou. Termenul poate fi folosit în clasificarea unor pagini web, cum ar fi referiri precum: „pagină de știri” sau / și „pagină de fani,” ambele cu aspect, audiență și intenție foarte diferite (Rosso, 2008). Unele motoare de căutare, așa cum ar fi Vivísimo, încearcă să grupeze paginile web găsite în categorii automate, în încercarea de a arăta diferite genuri în care s-ar putea potrivi accesările de căutare.